# Lathrop (Kalifornien)
Lathrop ist eine Stadt im San Joaquin County im US-Bundesstaat Kalifornien mit 28.701 Einwohnern (Stand: 2020). Das Stadtgebiet hat eine Größe von 43,3 km².

## Persönlichkeiten
- Travian Sousa (* 2001), Fußballspieler